# Finella io
Finella io är en snäckart som först beskrevs av Bartsch 1911.  Finella io ingår i släktet Finella och familjen Obtortionidae. Inga underarter finns listade i Catalogue of Life.